# St. Laurentius (Karlum)

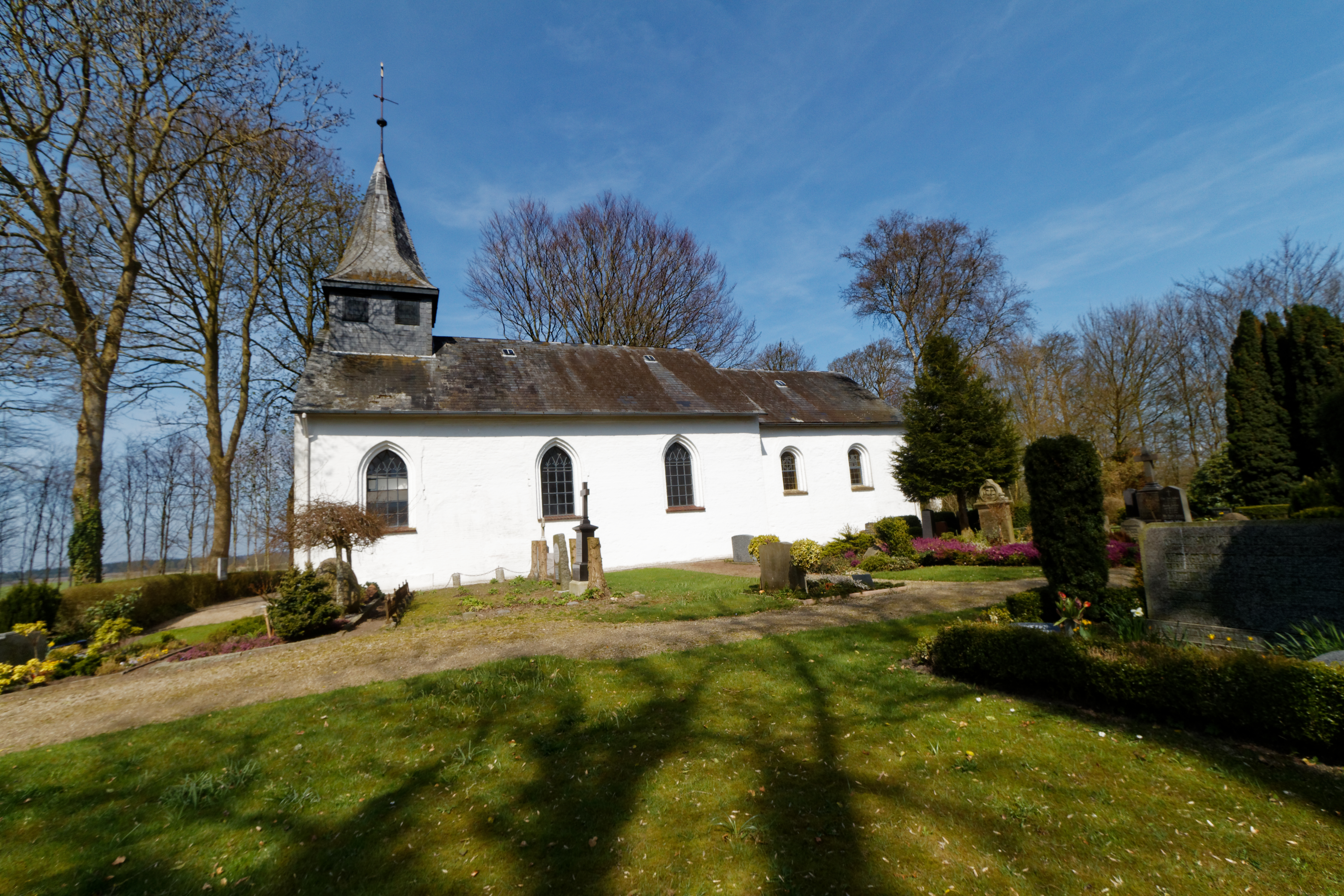
St. Laurentius (Karlum)

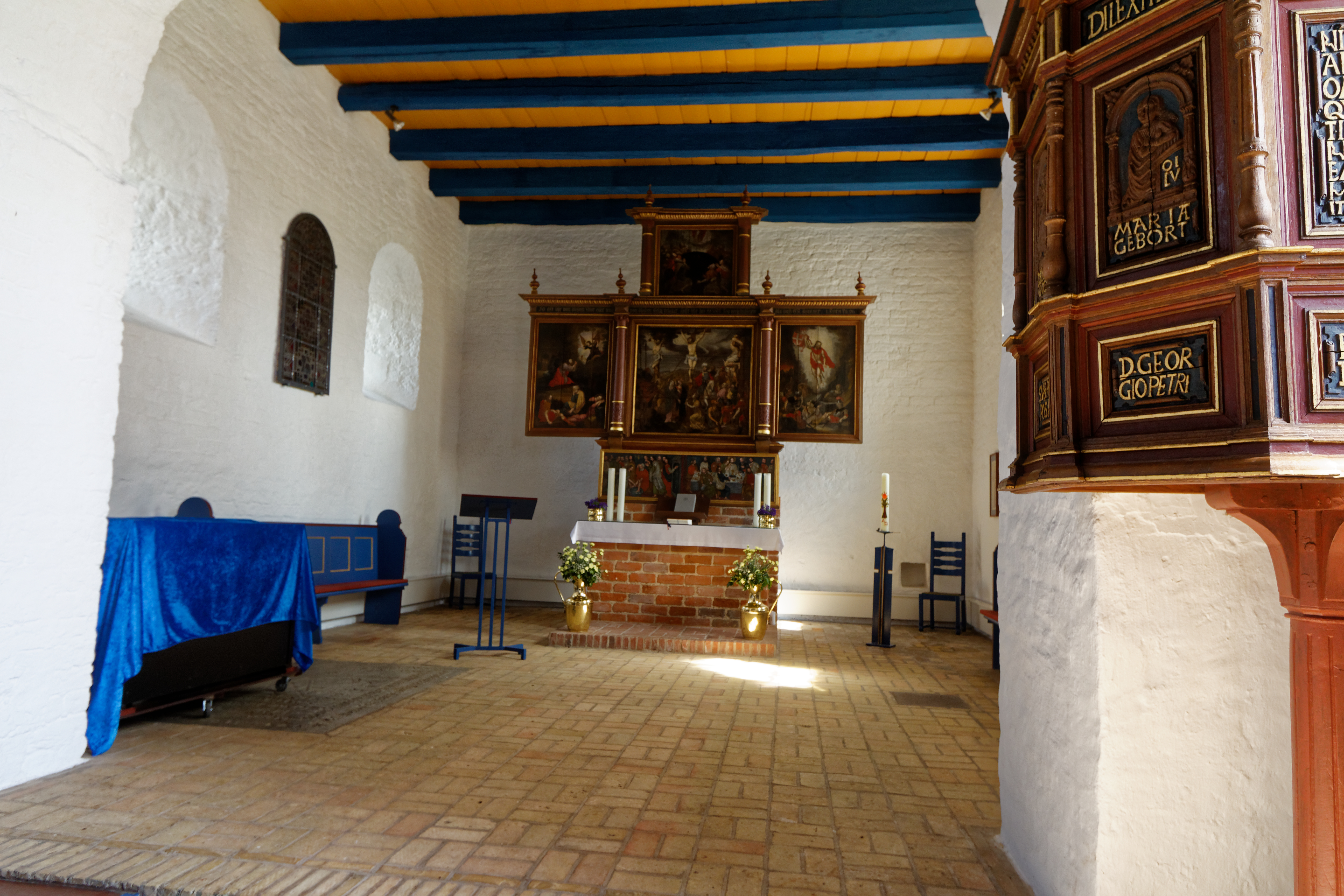
Innenansicht

Die Kirche St. Laurentius ist ein geschütztes Kulturdenkmal mit der Objekt-ID 4084 im Denkmalschutzgesetz auf dem Friedhof von Karlum, einer Gemeinde im Kreis Nordfriesland in Schleswig-Holstein. Die Kirchengemeinde gehört zum Kirchenkreis Nordfriesland  der Evangelisch-Lutherischen Kirche in Norddeutschland. Namensgeber der Kirche ist Laurentius von Rom. 

## Beschreibung
Die spätromanische Saalkirche wurde um 1200 erbaut. Sie besteht aus einem drei Achsen umfassenden Langhaus und einem eingezogenen, gerade geschlossenen Chor mit zwei Achsen im Osten. Aus dem Satteldach des Langhauses erhebt sich im Westen ein 1875–78 gebauter Dachturm, der den Glockenstuhl beherbergt, in dem eine Kirchenglocke hängt, und der mit einem spitzen Helm bedeckt ist. 
Die Innenräume von Langhaus und Chor sind mit Holzbalkendecken überspannt. Zur Kirchenausstattung gehören ein 1661 gebauter Flügelaltar auf einer spätgotischen Predella  mit einer Darstellung der Fußwaschung und des letzten Abendmahls und einer Transfiguration im Auszug. Auf den drei Tafeln des Triptychons sind Christus am Ölberg, die Kreuzigung und die Auferstehung Jesu Christi dargestellt. Die Kanzel vor dem Chorbogen im Langhaus stammt aus dem Jahr 1578, das Triumphkreuz aus dem 13. Jahrhundert. Auf der Empore steht ein Positiv, das von Paschen Kiel Orgelbau stammt.